# Мориджерати
Мориджера̀ти (на италиански: Morigerati; на неаполитански: Murgerati, Мурджирати) е село и община в Южна Италия, провинция Салерно, регион Кампания. Разположено е на 281 m надморска височина. Населението на общината е 736 души (към 2010 г.).